# Strong Enough
«Strong Enough» —literalmente en español: «Suficientemente fuerte»— es una canción de la artista estadounidense Cher de 1999. Fue estrenada como segundo sencillo de su vigésimo tercer álbum de estudio Believe y fue destacada por los críticos como una de las mejores canciones del disco. Su estilo y composición están inspirados en el género disco, muy popular en los años setenta. La canción disfrutó de gran popularidad en la radio europea, ubicándose en los primeros lugares de las listas de Alemania, Francia, Bélgica, España, Finlandia, Francia, Italia, Nueva Zelanda y Reino Unido, pero tuvo menos repercusión en los Estados Unidos, ubicándose en la posición cincuenta y siete de la lista Billboard Hot 100.

## Información general y recepción
«Strong Enough» fue lanzada como segundo sencillo del vigésimo tercer álbum de estudio de Cher, Believe, de 1998. No disfrutó de mayor repercusión en la radio estadounidense sino hasta meses después a través de mezclas promocionarles, siendo el remix de «Dan-O-Rama» el de mayor extensión. «Strong Enough», junto con «Believe», se convirtieron en las canciones de mayor éxito del álbum, así como de toda la carrera de la artista.

### Listas de popularidad
«Strong Enough» alcanzó la posición cincuenta y siete de la lista Billboard Hot 100, permaneciendo dentro del conteo por doce semanas. Luego de ello, no recibió mucha atención en la radio americana sino hasta el lanzamiento de diversas remezclas, que llevaron a la canción hasta la primera posición del Hot Dance Club Songs, también de Billboard. También llegó hasta el puesto treinta y uno de la lista Pop Songs, veintinueve en el Adult Contemporary Tracks y cuarenta en el Adult Top 40.
Fuera de Estados Unidos tuvo un gran esplendor, entrando en los primeros diez lugares de varios listados del mundo. Llegó hasta la sexta posición en Nueva Zelanda y a la undécima en Australia. En Europa destacó en Finlandia y Francia, ubicándose en la séptima y tercera posición respectivamente; en este último país, la canción se mantuvo dentro del conteo por veinticuatro semanas. Fue quinta en Suiza, cuarta en Austria, undécima en Países Bajos, decimosexta en Noruega y vigésimo primera en Suecia. En Reino Unido debutó en la quinta plaza, descendiendo progresivamente hasta la posición cincuenta y tres y saliendo finalmente del conteo.

## Video musical

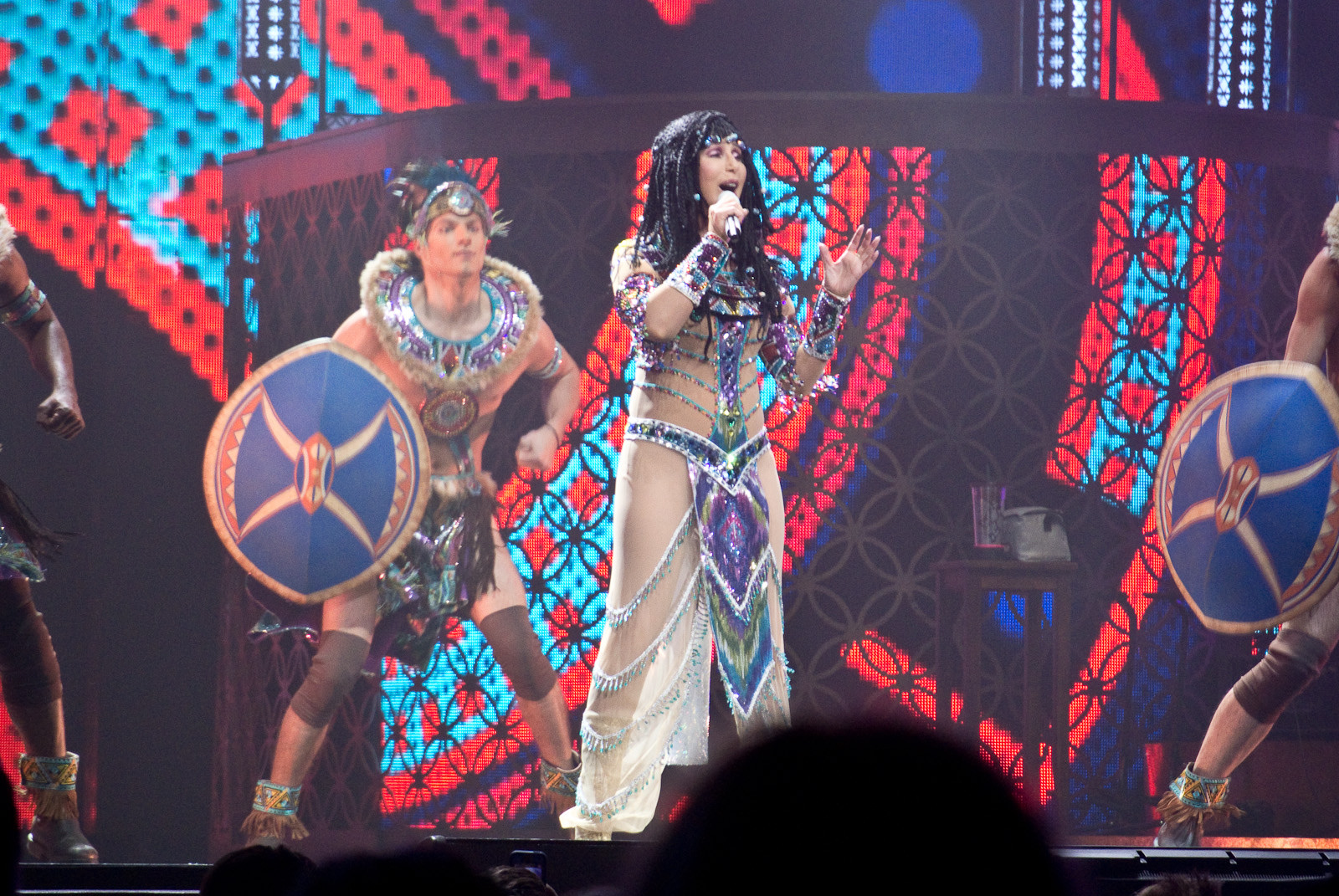
Cher interpretando «Strong Enough» en su gira Dressed to Kill Tour en 2014.

El video musical de «Strong Enough» fue estrenado a principios de 1999 y fue dirigido por Nigel Dick. También fueron lanzadas versiones en VHS y disco compacto de manera promocional pero limitadas. El video para la versión remezclada de la canción fue incluida en dicha edición.
En este video, Cher es un virus informático y su función es hacer reflexionar al dueño del computador, expresándole las razones por las cuales su novia (la actriz Shannyn Sossamon) lo abandona. A medida que el video transcurre, también se observa a niños jugando videojuegos, ladrones, dos mujeres, dos ladrones y un sinfín de violinistas góticos y travestis. 
Meses después del lanzamiento del video, serían estrenadas las remezclas en versiones «Dan-O-Rama» y «Pumpin' Dolls Vocal Epic Club». El video original fue incluido en la recopilación The Very Best Of Cher: The Video Hits Collection de 2003.

## Formatos y pistas del sencillo
| Estados Unidos/Canadá Maxi-Sencillo(9 44644-2) 1. "Strong Enough" 2. "Strong Enough" (Club 69 Future Anthem Mix 1) 3. "Strong Enough" (Pumpin' Dolls Vocal Epic Club) 4. "Strong Enough" (Male Version) 5. "Strong Enough" (Club 69 Phunk Mix) 6. "Strong Enough" (Marc Andrews Remix Edit) 7. "Strong Enough" (Pumpin' Dolls Cashmere Club Mix) 8. "Strong Enough" (D-Bop's Melt Mix) 9. "Strong Enough" (Club 69 Future Anthem Short Mix Edit) 10. "Strong Enough" (Pumpin' Dolls Radio Edit) Canadá 2 x 12" Vinilo (2 27570) Same tracklist of the US 2 x 12 Vinyl. Estados Unidos 2 x 12" Vinilo(PRO-A-9719) - A1. "Strong Enough" (Club 69 Future Anthem Mix 2) - A2. "Strong Enough" - B1. "Strong Enough" (Club 69 Phunk Mix) - B2. "Strong Enough" (Marc Andrews Remix Edit) - C1. "Strong Enough" (Pumpin' Dolls Vocal Epic Club) - C2. "Strong Enough" (D-Bop's Melt Mix) - D1. "Strong Enough" (Pumpin' Dolls Cashmere Club Mix) - D2. "Strong Enough" (Club 69 Future Anthem Short Mix) | Japón Strong Enough/Believe EP (JPN-WPCR-10224 ). 1. "Strong Enough" 2. "Strong Enough" (Pumpin' Dolls Remix Edit = Phat 'N' Phunky Club Mix) 3. "Strong Enough" (Club 69 Future Anthem Mix 2) 4. "Strong Enough" (Marc Andrews Remix) 5. "Believe" (Album Version) 6. "Believe" (Phat'n Dolls Remix Edit = Phat 'N' Phunky Club Mix) 7. "Believe" (Almighty Definitive) 8. "Believe" (Club 69 Phunk Club Mix) Reino Unido CD Sencillo Pt. 1 (WEA 201 CD1) 1. "Strong Enough" 2. "Strong Enough" (Club 69 Future Anthem Short Mix Edit) 3. "Strong Enough" (Marc Andrews Remix Edit) Alemania CD Sencillo Pt. 2 (WEA 201 CD2) 1. "Strong Enough" 2. "Strong Enough" (Male Version) 3. "Strong Enough" (D-Bop's Melt Mix) México CD Promocional (PCD1217) 1. "Strong Enough" (Album Version) 3:44 2. "Strong Enough" (Marc Andrews Remix Edit) 7:31 |

Estos son los formatos y listados de la pista de todas las emisiones individuales de "Strong Enough".

## Remixes oficiales
- Album Version (3:44)
- Male Version (3:32)

D-Bop Remixes
- D-Bop's Melt Mix (7:49)

Marc Andrews Remixes
- Marc Andrews Remix (aka "Marc Andrews Remix Edit" on some releases) (7:31)
- Marc Andrews Remix (Extended) (7:56)
- Marc Andrews Remix Edit (4:35)

Club 69 Remixes
- Club 69 Future Anthem Mix 1 (11:00)
- Club 69 Future Anthem Mix 2 (11:00)
- Club 69 Future Anthem Mix 3 (9:25) (Promo only)
- Club 69 Future Anthem Short Mix (8:56)
- Club 69 Future Anthem Short Mix Edit(8:39)
- Club 69 Phunk Mix (8:32)
- Club 69 Future Anthem Instrumental (11:00)
- Club 69 Future Anthem Edit (Promo only) (5:33)
- Club 69 Future Beats (5:29)

Pumpin Remixes
- Pumpin' Dolls Cashmere Club Mix (8:34)
- Pumpin' Dolls Vocal Epic Club (7:22)
- Pumpin' Dolls Remix Edit (3:48)

Wayne G Remix - Not Official
- Sleaze Sisters Remix (8:59)

## Rendimiento comercial

### Posiciones
| América           |                               |    |
| Estados Unidos    | Billboard Hot 100             | 57 |
| Estados Unidos    | Billboard Hot Dance Club Play | 1  |
| Estados Unidos    | Hot Dance Singles Sales       | 3  |
| Estados Unidos    | Adult Top 40                  | 40 |
| Estados Unidos    | Adult Contemporary            | 29 |
| Estados Unidos    | Mainstream Top 40             | 31 |
| Estados Unidos    | Top 40 Tracks                 | 34 |
| Canadá            | Canadian álbumes (Billboard)  | 16 |
| Europa            |                               |    |
| Alemania          | Media Control Charts          | 3  |
| Austria           | Ö3 Austria Top 40             | 4  |
| Bélgica (Flandes) | Ultratop                      | 6  |
| Bélgica (Valonia) | Ultratop                      | 4  |
| España            | Top 50 Álbumes                | 1  |
| Dinamarca         | Tracklisten                   | 1  |
| Finlandia         | Top 50 Álbumes                | 7  |
| Francia           | Top 200 Álbumes               | 3  |
| Irlanda           | Top 75 Album Artist           | 11 |
| Italia            | Top 20 Álbumes                | 10 |
| Reino Unido       | Albums Top 75                 | 5  |
| Suecia            | Sverigetopplistan             | 21 |
| Suiza             | Swiss Music Charts            | 5  |
| Oceanía           |                               |    |
| Australia         | ARIA Charts                   | 11 |
| Nueva Zelanda     | Album Top 40                  | 6  |

### Posiciones anuales
| 1999         |                      |    |
| Europa       |                      |    |
| Alemania     | Media Control Charts | 42 |
| Austria      | Ö3 Austria Top 40    | 40 |
| Países Bajos | MegaCharts           | 56 |
| Suiza        | Swiss Music Charts   | 39 |
| Oceanía      |                      |    |
| Australia    | Top 100 Albums 2000  | 65 |

### Certificaciones
| País        | Proveedor | Año  | Certificación |
| Europa      |           |      |               |
| Alemania    | BVMI      | 1998 | Oro           |
| Bélgica     | BEA       | 1998 | Platino       |
| Francia     | SNEP      | 1998 | Oro           |
| Reino Unido | BPI       | 1998 | Plata         |
| Oceanía     |           |      |               |
| Australia   | ARIA      | 1998 | Oro           |